# Disturbo dissociativo
I disturbi dissociativi sono condizioni che comportano una discontinuità della normale integrazione della coscienza, identità, memoria, emozioni, percezione, comportamento e del controllo motorio. I soggetti con disturbi dissociativi usano la dissociazione, come meccanismo di difesa, in modo patologico e involontariamente. Tali disturbi possono essere innescati da un trauma psicologico, ma alcuni, come il disturbo da depersonalizzazione o derealizzazione, possono essere preceduti dallo stress, dall'uso di sostanze psicoattive o da nessuna causa identificabile.

## Classificazione dei disturbi dissociativi
Nonostante alcune riserve sull'opportunità di descrivere i disturbi dissociativi attraverso categorie descrittive o se preferire un approccio dimensionale, gli studi epidemiologici sinora svolti confermano una diffusione delle psicopatologie dissociative con percentuali che si attestano in un range compreso tra il 5 ed il 15% (Putnam, 2001). I disturbi dissociativi inseriti all'interno del manuale diagnostico DSM-IV-TR sono:

### Disturbo dissociativo dell'identità (DDI)
I criteri diagnostici per il DDI sono: presenza di due o più identità o stati di personalità distinte, ciascuna con i suoi modi relativamente costanti di percepire, pensare, relazionarsi nei confronti di sé stesso e dell'ambiente; almeno 2 o più di queste identità o stati di personalità assumono in modo ricorrente il controllo del comportamento della persona; incapacità di ricordare importanti nozioni personali non spiegabili con una banale tendenza alla dimenticanza; alterazione non dovuta agli effetti fisiologici diretti di una sostanza né a una condizione medica generale.
Il DDI sembra rappresentare il precipitato di un fallimento nei processi di integrazione tra i vari aspetti della memoria, della coscienza e dell'identità associata a gravi traumi (Kluft, 2003). L'alternarsi dei diversi stati di personalità può essere causa di una confusione diagnostica per l'emergere di formazioni sintomatiche di discontinuità della coscienza comuni ad altre psicopatologie, oltre ad una vasta gamma di “sintomi secondari” (sintomi ansiosi, ossessivo-compulsivi, depressivi, fobici, di abuso di sostanze psicotrope, di disturbi del comportamento alimentare, di comportamenti antisociali etc.) su cui spesso i clinici si concentrano erroneamente (Steinberg, Schanll, 2001), giungendo inevitabilmente a diagnosi errate e improntando trattamenti che risultano inefficaci.
Al fine di evitare tali confusioni diagnostiche, il clinico si può avvalere dell'ausilio di interviste strutturate, come ad esempio la Dissociative Disorders Interview Schedule (DDIS, Ross et al., 1989), la Structured Clinical Interview for DSM-IV Dissociative Disorders-Revised (SCID-D-R, Steinberg, 1994). Altri strumenti standardizzati disponibili per la valutazione del DD comprendono una scala di screening per la dissociazione patologica negli adulti, la Dissociative Experience Scale - DES (Bernstein e Putnam, 1986), cui fa da pendant una scala per i bambini dai 5 ai 12 anni, la Child Dissociative Checklist - CDC (Putnam et al., 1993).

### Fuga dissociativa
È un improvviso, inaspettato allontanamento dal proprio ambiente, con incapacità a ricordare il proprio passato, confusione riguardo alla propria identità e parziale o completa assunzione di una nuova personalità.
È un disturbo molto raro, che appare connesso ad esperienze traumatiche (disastri naturali, guerre, violenze sessuali e abusi ripetuti durante l'infanzia, etc.) che producono uno stato di coscienza alterato "dominato dalla volontà di sottrarsi al trauma e dimenticare" (Putnam, 2006, p. 667).
Ha una durata molto limitata nel tempo, risolvendosi usualmente nel giro di ore o pochi giorni. Son stati descritti casi anche di molti mesi, con spostamenti anche di parecchi chilometri.
A volte può residuare amnesia per gli eventi traumatici che spesso precedono e sono, quindi, in stretta relazione con l'insorgenza del quadro clinico.

### Amnesia dissociativa
Per amnesia dissociativa o amnesia psicogena, si intende la perdita improvvisa di ricordi anche importanti, appartenenti alla propria storia personale.
Nel DSM-IV-TR sono distinti 5 tipi di amnesie:
1. amnesia sistematizzata: in cui il paziente non ha ricordi rispetto ad una persona in particolare, specifica;
2. amnesia generalizzata: il paziente sembra incapace di ricordare tutto quanto riguarda la sua intera vita;
3. amnesia continuativa: il paziente non è in grado di ricordare gli eventi successivi ad uno specifico momento, sino al presente incluso;
4. amnesia selettiva: il paziente non ricorda una serie di eventi relativi ad un determinato periodo di tempo, anche se riesce a ricordarne altri compresi nello stesso periodo;
5. amnesia circoscritta: il soggetto è incapace di ricordare tutti gli avvenimenti relativi ad un periodo circoscritto della propria vita, generalmente relativi alle ore successive all'evento traumatico, dal punto di vista psicologico.

Il processo mentale alla base dell'amnesia viene definito come un apprendimento stato-dipendente (Putnam, 1997), nel senso che l'informazione codificata in una certa condizione della mente può essere richiamata soltanto se la persona si ritrova in quello stesso stato.
Un esempio di apprendimento stato-dipendente è lo “stato ipnoide” descritto da Joseph Breuer, ovvero uno stato di coscienza analogo a quello provocato dall'ipnosi, in cui i contenuti di coscienza entrano poco o per nulla in un legame associativo con il resto della vita mentale; esso avrebbe come effetto la formazione di gruppi separati di associazione. In questo caso, i contenuti cognitivi ed affettivi tagliati fuori dai “rapporti associativi” per via della loro natura traumatica (sebbene non immediatamente ricordati durante gli stati di coscienza ordinaria) possono riemergere riproducendo la condizione mentale simile a quella originaria.
Altra condizione mentale che giustifica le difficoltà a richiamare alla memoria il ricordo di un evento traumatico (un abuso, un incidente etc.) è la dissociazione peritraumatica (Marmar et al., 1994), caratterizzata da senso di smarrimento, confusione, disorientamento, percezione alterata del tempo. Si tratta di una risposta finalizzata a rimediare al sentimento di impotenza e alle devastanti sensazioni ed emozioni che si accompagnano ad un evento traumatico, attraverso un processo di separazione delle memorie connesse a stati mentali dolorosi, rispetto alle quali il soggetto è in grado di produrre in seguito solo ricordi parziali.
L'amnesia dissociativa si declina quindi nel mancato recupero consapevole di contenuti affettivi, che vengono agiti o emergono a livello di coscienza procurando inspiegabili stati di iperattivazione fisiologica, o attraverso immagini intrusive (flashback). Tali emozioni sembrano essere responsabili di una tendenza compulsiva a ripetere le esperienze traumatiche (van der Kolk, McFarlane, Weisaeth, 1996).
In generale queste amnesie insorgono conseguentemente ad un evento stressante, sono di durata variabile; possono esservi delle recidive in presenza di circostanze traumatiche croniche.

### Disturbo da depersonalizzazione
Concettualizzato per la prima volta nel DSM-II (APA, 1968) come nevrosi da depersonalizzazione, il Disturbo da Depersonalizzazione rappresenta un tipico disturbo dissociativo caratterizzato da sentimenti di estraneità da sé, che si accompagnano all'esperienza di essere fuori dal corpo e ad un appiattimento emotivo cronico.
Diverse sono le forme attraverso cui si manifesta la sensazione di distacco da sé stessi (Steinberg, Schnall, 2001), tra le quali:
- l'esperienza di essere fuori dal corpo;
- la perdita di sensibilità di parti del corpo;
- una percezione distorta del corpo;
- la sensazione di essere invisibili;
- l'incapacità di riconoscersi allo specchio;
- un senso di distacco dalle proprie emozioni;
- la sensazione di guardare un film su se stessi;
- il senso di irrealtà;
- la sensazione di essere scisso in una parte partecipante ed una osservante;
- la presenza di dialoghi interattivi con una persona immaginaria.

In relazione alla gravità ed intensità con la quale si manifestano i sintomi elencati si può distinguere una depersonalizzazione lieve, particolarmente diffusa presso la popolazione generale, da una depersonalizzazione grave (Steinberg, Schnall, 2001).
La depersonalizzazione lieve rappresenta una risposta transitoria, funzionale a contrastare intensi vissuti d'ansia in una situazione di stress o di pericolo di vita. Nelle condizioni gravi rappresenta invece una sindrome capace di procurare intensi stati di ansia e di angoscia legati proprio al deficit dell'integrazione delle emozioni traumatiche all'interno di un sistema associativo, tipico di un Sé stabile e coeso. È quanto avviene ad esempio in coloro che hanno subìto ripetuti abusi sessuali durante l'infanzia. Si è constatato che tra i pazienti psichiatrici la depersonalizzazione viene diagnosticata il più delle volte come sintomo associato con altri disturbi come la schizofrenia, il disturbo dissociativo d'identità, la depressione, i disturbi d'ansia, piuttosto che come disturbo puro (Gabbard, 1994).

### L'approccio dimensionale
Molti autori ricorrono oggi ad un modello dimensionale, per concettualizzare lungo un continuum le esperienze dissociative "normali" e relativamente comuni, fino alle forme cliniche più disfunzionali dei Disturbi Dissociativi. 
L'esperienza dissociativa può essere raggiunta spontaneamente, attraverso l'assunzione di sostanze od anche esperita con esercizi comportamentali, quali la scrittura automatica, il training autogeno, gli esercizi di yoga o danze parossistiche, le pratiche ascetiche o le meditazioni trascendentali (Di Fiorino, Del Debbio, 2009).